# Сунтарський улус
Сунтарський улус (якут. Сунтаар улууһа, рос. Сунтарский улус) — муніципальний район на півдні Республіки Саха (Якутія). Адміністративний центр — с. Сунтар. Утворений у 1930 році.

## Населення
Населення району становить 24 358 осіб (2013).

## Адміністративний поділ
Район адміністративно поділяється на 26 муніципальних утворень, які об'єднують 39 населених пунктів.